# 潘輝注
潘輝注（越南语：／；1782年—1840年），又名潘辉浩，字霖卿，號梅峰，越南阮朝著名學者和官員，阮初封為簮峰子，明命年間改革爵制，封號被革除。

## 生平
景興四十三年（1782年），潘輝注出生在山西處國威府安山縣栗柴總瑞圭社（今河內市國威縣柴山社瑞圭村），是潘輝益的第三子。他自幼好學，六歲時便跟隨舅舅吳時任學習。嘉隆六年（1807年）、十八年（1819年），潘輝注先後兩次參加鄉試，考中生徒。但潘輝注一直鬱鬱不得志，直到明命二年（1821年）他編纂的《歷朝憲章類誌》刊行之後，才獲得明命帝的賞識，授翰林院編修一職。
明命六年（1825年），潘輝注作為副使出使清朝。歸國後任承天府府丞，明命十年（1829年），改授廣南協鎮。明命十二年（1831年），再次作為副使出使清朝。翌年被譴，降職出洋效力，前往荷屬東印度的首府巴達維亞（今雅加達）公幹。歸國後，於明命十五年（1834年）授工部司務。不久以生病為由辭官退隱。明命二十一年（1840年）病逝於山西省廣威府先豐縣青梅總青梅社（今河内市巴位县万胜社），時年虛齡59歲。

## 著作
潘輝注著有《歷朝憲章類誌》、《皇越地輿誌》、《華軺吟錄》、《華軺續吟》和《洋程記見》等書。